# Королевский Штандарт Шотландии
Королевский Штандарт Королевского герба Шотландии (англ. Royal Banner of the Royal Arms of Scotland, гэльск. Bratach rìoghail na h-Alba, скотс Ryal banner o Scotland), в простонародье именуемый Шотландским львом (Lion Rampant of Scotland), или Знаменем Короля скоттов (Banner of the King of Scots) — личный штандарт монарха в Шотландии, используемый как символ власти главы государства. 
В отличие от национального флага Шотландии, Андреевского креста, исторически использовался шотландскими монархами в качестве королевского знамени Королевства Шотландия. В настоящее время его официальное использование в Шотландии ограничено законом Парламента Шотландии 1672 г. узким кругом высших государственных чиновников (например, Первым министром Шотландии), которые являются официально уполномоченными представителями монарха в Шотландии. С 2010 года, в качестве почётного персонифицированного символа власти главы государства в Шотландии, Шотландский королевский штандарт  поднимается над официальными королевскими и правительственными резиденциями по всей Шотландии, в том числе и в периоды отсутствия суверена.

## Дизайн
По центру, на золотом поле геральдический, червленый восстающий лев на золотом поле, окруженный червленой двойной каймой с лилиями. При поднятии над официальной государственной резиденцией, флаг имеет пропорции 5:4, однако частные производители флагов часто используют и альтернативные пропорции, включая 1:2 или 2:3.

## История
Восстающий лев считался законным символом короля Вильяма I Шотландского, правнука короля Малкольма III. Шотландский лев также использовался в качестве геральдического символа потомками короля Малкольма III, начиная с короля Давида I Шотландского. Изображение льва также было и на Большой государственной печати, утвержденной его вторым правнуком, Александром II Шотландским (1214–1249гг.). 
Самое раннее упоминание об использовании восстающего льва как королевской эмблемы Шотландии, было отмечено при царствовании Александра II в 1222 г.; во время правления Александра III (1249–1286гг..), ее дополнили двойной червленой каймой с лилиями. В дальнейшем, это изображение стало использоваться на щите королевского герба средневекового Королевства Шотландия, и, вместе с аналогичным изображением на королевском штандарте, использовалось Королем шотландцев вплоть до королевской унии 1603 г., когда Яков VI взошел на трон королевств Шотландии и Англии, а также королевства Ирландия. В результате личной унии 1603 года, восстающий лев был включен в королевский герб и в последующие королевские штандарты шотландско-английских монархов, символизируя Шотландию, а после Акта об Унии 1707 — в Королевский штандарт Соединённого Королевства. Хотя в настоящее время использование штандарта законодательно ограничено кругом официальных представителей суверена, а также географически — королевскими и правительственными резиденциями, Королевский Штандарт остается одним из самых известных и часто используемых, как во время спортивных мероприятий, так и в повседневной жизни, символов Шотландии.
После личной королевской унии Англии и Шотландии в 1603, Королевский Штандарт Шотландии был включен в королевские штандарты всех последующих монархов обоих королевств, а после Акта об Унии 1707г. — в королевские штандарты британских монархов, наряду с королевскими штандартами Англии и Ирландии, олицетворяющими другие части Соединенного Королевства. Начиная с 1603 года расположение Королевского Штандарта Шотландии зафиксировано в первом (правом верхнем) и четвертом (левом нижнем) квадрате варианта Королевского Штандарта Соединенного Королевства, используемого в Шотландии, а также во втором (левом верхнем) квадрате Королевского Штандарта Соединённого Королевства.
- Британский королевский штандарт, используемый везде, кроме территории Шотландии.
- Британский королевский штандарт, используемый в Шотландии.

## Протокол

### Использование в официальных королевских резиденциях
Являясь личным флагом монарха, Королевский Штандарт Шотландии поднимается над официальными королевскими резиденциями в Шотландии, включая Холирудский дворец в Эдинбурге, и Замок Балморал, в Абердиншире. Во время официальных ежегодных визитов монарха над этими резиденциями поднимается вариант Королевского Штандарта Соединенного Королевства в Шотландии.

### Использование представителями суверена
В соответствии с геральдическими традициями Шотландии, использование Королевского Штандарта Шотландии не ограничено привилегией Короны. В соответствии с постановлением Шотландского правительства от 2010 года, ограниченному кругу высших государственных чиновников, которые официально представляют Короны в Шотландии, разрешается использовать Королевский Баннер Шотландии, включая: Первого министра Шотландии (как Хранителя Большой государственной печати Шотландии), лордов-лейтенантов (церемониальные должности в Шотландии), лорда-верховного комиссара Генеральной ассамблеи Церкви Шотландии, лорда герольдмейстера (Лорда Льва) и других государственных чиновников, которые могут быть отдельно назначены сувереном.

### Правовой статус
Формальное использование Королевского Штандарта Шотландии в качестве почётного персонифицированного символа власти главы государства, которым является британский монарх, ограничено законом Парламента Шотландии от 1672 г., в соответствии с которым, любое несанкционированное использование штандарта является противозаконным. Известным судебным казусом является случай, когда в 1978 г. в соответствии с данным законом, торговец льняным полотном в Сент-Олбансе, некий Денис Пэмфилон, был оштрафован судом за использование символа на декоративных покрывалах. Несмотря на это, в настоящее время использование королевского флага Шотландии в целом ряде ассортиментов товаров и сувенирных изделий, включая символику национальной Сборной Шотландии по футболу, является обычной коммерческой, нелицензированной практикой. Однако, на практике, согласно до сих пор действующему королевскому указу 1934 г. короля Георга V, разрешавшему повсеместное использование Королевского Штандарта Шотландии на период публичных празднеств по-поводу Серебряного юбилея 1935 года, (использование было ограничено переносными флагами для «декорирования» и исключало водружение флага на флагштоки и здания), Королевский Штандарт Шотландии до сих пор часто используется во время крупных спортивных мероприятий, уличными торговцами, а также частными лицами.